# Епифаний Милопотамски
Епифаний Милопотамски (на гръцки: Επιφάνιος ο Μυλοποταμινός) е гръцки светогорски монах, кулинар.

## Биография
Роден е в 1956 година в кушнишкото село Никищан (Никсиани), Гърция. Замонашва се на Света гора в 1973 година. Първоначално е в манастира „Свети Павел“. През 80-те години е в манастира „Света Екатерина“ на Синай. В 1990 година отива в Милопотам на Света гора и го купува за 2 милиона драхми, около 6 000 евро от Великата лавра.
Епифаний възстановява сградите в Милопотам, изгражда и поддържа винарна и лозя и прави милопотамското вино известно.
Умира от рак на 11 декември 2020 година.

## Книги
Най-известната книга на Епифаний е „Кулинарното изкуство на Света Гора“ (Μαγειρική του Αγίου Όρους), преведена на много езици, включително и на български.